# Młodzieżowe Indywidualne Mistrzostwa Polski na Żużlu 1976
Młodzieżowe Indywidualne Mistrzostwa Polski na Żużlu 1976 – zawody żużlowe, mające na celu wyłonienie medalistów młodzieżowych indywidualnych mistrzostw Polski w sezonie 1976. Rozegrano cztery turnieje ćwierćfinałowe, dwa półfinałowe oraz finał, w którym zwyciężył Wiesław Patynek.

## Finał
- Opole, 26 sierpnia 1976

| Msc. | Zawodnik            | Klub           | Pkt   |             |  |
| ---- | ------------------- | -------------- | ----- | ----------- |  |
| 1    | Wiesław Patynek     | Bydgoszcz      | 13    | (3,1,3,3,3) |  |
| 2    | Leonard Raba        | Opole          | 11 +3 | (2,3,3,3,u) |  |
| 3    | Kazimierz Ziarnik   | Bydgoszcz      | 11 +2 | (2,3,3,u,3) |  |
| 4    | Jerzy Kowalczyk     | Częstochowa    | 11 +u | (3,2,3,3,u) |  |
| 5    | Zbigniew Studziński | Lublin         | 10    | (2,2,0,3,3) |  |
| 6    | Alfred Siekierka    | Opole          | 10    | (u,3,2,2,3) |  |
| 7    | Mariusz Okoniewski  | Leszno         | 9     | (2,3,2,1,1) |  |
| 8    | Lech Bewicz         | Bydgoszcz      | 8     | (1,1,2,2,2) |  |
| 9    | Roman Jankowski     | Leszno         | 7     | (1,2,2,2,u) |  |
| 10   | Stanisław Nocek     | Lublin         | 6     | (3,1,0,d,2) |  |
| 11   | Wojciech Puk        | Gniezno        | 4     | (u,0,1,2,1) |  |
| 12   | Andrzej Zając       | Tarnów         | 3     | (3,0,–,–,–) |  |
| 13   | Andrzej Huszcza     | Zielona Góra   | 3     | (1,2,u,–,–) |  |
| 14   | Andrzej Węgrzyk     | Rybnik         | 1     | (0,w,1,u,–) |  |
| 15   | Jacek Goerlitz      | Opole          | 1     | (1,u,u,–,–) |  |
| 16   | Robert Słaboń       | Wrocław        | 0     | (u,0,–,–,–) |  |
|      | rez. Marian Witelus | Opole          | 7     | (1,1,1,2,2) |  |
|      | rez. Jerzy Kochman  | Świętochłowice | 0     | (0,u)       |  |